# Show Boat (film, 1951)

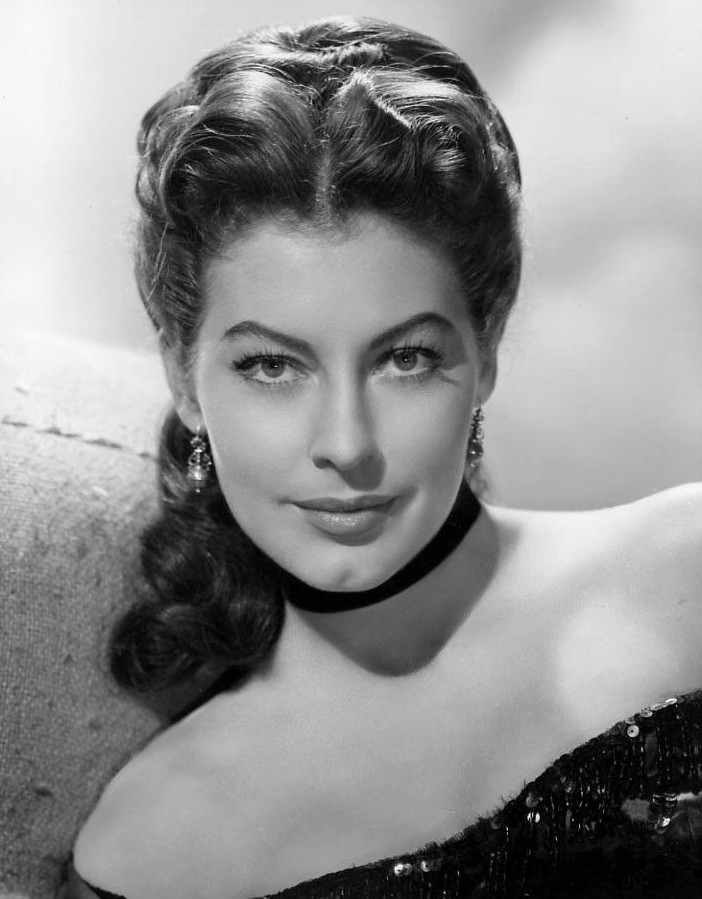
Ava Gardner dans le rôle de Julie Laverne

Pour les articles homonymes, voir Show Boat.
Pour plus de détails, voir Fiche technique et Distribution.
Show Boat est un film musical américain réalisé par George Sidney, sorti en 1951.

## Synopsis
1890. Le Show Boat est un bateau qui sillonne les eaux du Mississippi avec à son bord une troupe de danseurs et musiciens donnant des spectacles de ville en ville. Andy Hawks (Joe E. Brown) règne sur ce petit monde et sa fille Magnolia (Kathryn Grayson) apprend les ficelles du métier avec son amie Julie Laverne (Ava Gardner), une vedette du show. Un nouvel artiste est engagé au Show Boat, Gaylord Ravenal (Howard Keel). Un jour, des autorités locales apprennent que Julie a du sang noir dans les veines et est mariée à un blanc. Ils contraignent Andy Hawks à la renvoyer du spectacle, au grand désarroi de Magnolia. Celle-ci fait désormais partie de la troupe et tombe amoureuse de Gaylord, puis l’épouse. Plus tard, ils quittent le Show Boat et s'installent en ville. Mais Gaylord est un joueur invétéré et mène la grande vie. Après avoir joué de malchance au jeu, il décide d’abandonner Magnolia pour ne pas l’entraîner dans sa perte, sans savoir qu'elle attend un enfant. Magnolia est contrainte de chercher du travail et parcourt les théâtres, mais sans succès. Jusqu’au jour où elle retrouve Julie qui, elle aussi, a été abandonnée par son mari. Julie chante dans un spectacle et essaye de faire engager son amie, mais son patron refuse. Elle quitte alors le cabaret pour que Magnolia puisse être engagée à sa place. Plus tard, Andy Hawks voit sa fille sur scène. Apprenant ses revers, il lui demande de revenir sur le Show Boat et Magnolia accepte. Des années ont passé, Julie, tombée dans la déchéance, rencontre par hasard Gaylord. Elle lui apprend que sa femme a eu un enfant et qu’elle l’aime toujours. Gaylord retourne sur le Show Boat et demande le pardon à sa femme. Le bateau quitte le quai sous le regard ému de Julie avec à son bord le couple réconcilié.

## Fiche technique
- Titre : Show Boat
- Réalisation : George Sidney
- Scénario : John Lee Mahin d'après la comédie musicale Show Boat, créée à Broadway en 1927, et le roman éponyme d'Edna Ferber
- Production : Arthur Freed, Ben Feiner Jr. (producteur associé) et Roger Edens (producteur associé)
- Société de production : Metro-Goldwyn-Mayer
- Photographie : Charles Rosher
- Musique : Jerome Kern
- Lyrics : Oscar Hammerstein II
- Orchestrations : Robert Russell Bennett
- Chorégraphe : Robert Alton et Alex Romero (non crédité)
- Montage : John D. Dunning
- Direction artistique : Cedric Gibbons et Jack Martin Smith
- Costumes : Walter Plunkett
- Pays d'origine : États-Unis
- Langue : anglais
- Format : Technicolor - Son : Mono (Western Electric Sound System)
- Genre : Film musical, drame et romance
- Durée : 107 minutes
- Date de sortie : 
  - États-Unis : 13 juillet 1951 première
  - États-Unis : 17 juillet 1951 New York

## Distribution
- Kathryn Grayson (VF : Joëlle Janin) : Magnolia Hawks
- Ava Gardner (VF : Jacqueline Ferrière) : Julie Laverne
- Howard Keel (VF : Roland Ménard) : Gaylord Ravenal
- Joe E. Brown (VF : René Blancard) : Capitaine Andy Hawks
- Agnes Moorehead (VF : Lucienne Givry) : Parthy (Parthénia en VF) Hawks
- Marge Champion : Ellie May Shipley
- Gower Champion : Frank Schultz
- Robert Sterling (VF : Marc Cassot) : Steven (Stephen en VF) Baker
- Leif Erickson (VF : Raymond Loyer) : Pete
- William Warfield : Joe

Et, parmi les acteurs non crédités :
- Linda Christian : Chorus girl
- Joyce Jameson : Chorus girl
- Ian MacDonald : Un ivrogne
- Louis Mercier (VF : Jean-Henri Chambois) : Dabney
- Regis Toomey (VF : René Arrieu) : Shérif Ike Vallon
- Marjorie Wood (VF : Cécile Dylma) : La propriétaire
- Edward Keane (VF : Paul Bonifas) : le directeur de l'hôtel Sherman House
- Emory Parnell (VF : Émile Duard) : Jack Green, le patron du Trocadero
- Chick Chandler (VF : Michel Gudin) : Joe, l'assistant de scène du Trocadero
- Anna Q. Nilsson (VF : Germaine Michel) : la couturière du Trocadero
- Fuzzy Night (VF : Maurice Porterat) : le pianiste du Trocadero
- Frances E. Williams (VF : Mona Dol) : Queenie
- John Philip Law : un extra